# Pietre d'inciampo a Roma
La lista delle pietre d'Inciampo a Roma ricorda il destino delle vittime dello sterminio nazista, qualunque sia stato il motivo della persecuzione: religione, razza, idee politiche, orientamenti sessuali.

## Posizione delle pietre d'inciampo
Roma Capitale accoglie 482 pietre d'inciampo posizionate tra il 2010 e il 2025,  tra cui 1 pietra intitolata all'Arma dei Carabinieri.

### Municipio II
Il municipio II accoglie ufficialmente 63 pietre d'inciampo. 
| Pietra d'inciampo | Pietra d'inciampo                                        | Pietra d'inciampo | Pietra d'inciampo | Note biografiche |
| Data di posa      | Luogo di posa                                            | Stolpersteine     | Incisione | Note biografiche |
| ----------------- | -------------------------------------------------------- | ----------------- | --- | --- |
| 28 gennaio 2010   | Via Flaminia, 21 41°54′46.08″N 12°28′31.13″E             |                   | QUI ABITAVA MARIO LEVI NATO 1888 ARRESTATO 16.10.1943 DEPORTATO AUSCHWITZ MORTO IN LUOGO IGNOTO IN DATA IGNOTA                                                      | Mario Levi |
| 28 gennaio 2010   | Via Flaminia, 21 41°54′46.08″N 12°28′31.13″E             |                   | QUI ABITAVA ALBA SOFIA RAVENNA LEVI NATA 1891 ARRESTATA 16.10.1943 DEPORTATA AUSCHWITZ ASSASSINATA 23.10.1943                                                       | Alba Sofia Ravenna Levi |
| 28 gennaio 2010   | Via Flaminia, 21 41°54′46.08″N 12°28′31.13″E             |                   | QUI ABITAVA GIORGIO LEVI NATO 1926 ARRESTATO 16.10.1943 DEPORTATO AUSCHWITZ MORTO IN LUOGO IGNOTO IN DATA IGNOTA                                                    | Giorgio Levi |
| 13 gennaio 2011   | Via Flaminia, 215 41°55′19.97″N 12°28′17.2″E             |                   | QUI ABITAVA LEONE ITALO VALABREGA NATO 1890 ARRESTATO 16.10.1943 DEPORTATO AUSCHWITZ ASSASSINATO                                                                    | Leone Italo Valabrega |
| 13 gennaio 2011   | Via Flaminia, 215 41°55′19.97″N 12°28′17.2″E             |                   | QUI ABITAVA ANITA DI CAPUA VALABREGA NATA 1890 ARRESTATA 16.10.1943 DEPORTATA AUSCHWITZ ASSASSINATA 23.10.1943                                                      | Anita Di Capua Valabrega |
| 13 gennaio 2011   | Via Eleonora, d'Arborea, 12 41°54′40.44″N 12°31′26.82″E  |                   | QUI ABITAVA MARCELLA ROSSELLI NATA 1901 ARRESTATA 16.10.1943 DEPORTATA AUSCHWITZ ASSASSINATA 23.10.1943                                                             | Marcella Rosselli |
| 13 gennaio 2011   | Via Eleonora, d'Arborea, 12 41°54′40.44″N 12°31′26.82″E  |                   | QUI ABITAVA DELIA DI NOLA NATA 1876 ARRESTATA 16.10.1943 DEPORTATA AUSCHWITZ ASSASSINATA 23.10.1943                                                                 | Delia Di Nola |
| 13 gennaio 2011   | Via Eleonora, d'Arborea, 12 41°54′40.44″N 12°31′26.82″E  |                   | QUI ABITAVA LUCIA ROSSELLI NATA 1914 ARRESTATA 16.10.1943 DEPORTATA AUSCHWITZ ASSASSINATA 23.10.1943                                                                | Lucia Rosselli |
| 13 gennaio 2011   | Corso Trieste, 85 41°55′12.65″N 12°30′31.07″E            |                   | QUI ABITAVA VITTORIO MANASSE NATO 1901 ARRESTATO 25.11.1943 DEPORTATO AUSCHWITZ MORTO 15.1.1945 TROPPAU                                                             | Vittorio Manasse |
| 13 gennaio 2011   | Via Padova, 53 41°54′39.2″N 12°31′12.32″E                |                   | QUI ABITAVA VALRIGO MARIANI NATO 1907 ARRESTATO COME POLITICO 19.12.1943 DEPORTATO KZ MAUTHAUSEN ASSASSINATO 1.9.1944 CENTRO DI STERMINIO CASTELLO DI HARTHEIM/LINZ | Valrigo Mariani |
| 11 gennaio 2012   | Via Flaminia, 21 41°54′45.63″N 12°28′31.45″E             |                   | QUI ABITAVA EVA DELLA SETA NATA 1884 ARRESTATA 20.4.1944 DEPORTATA AUSCHWITZ ASSASSINATA 23.5.1944                                                                  | Eva Della Seta |
| 11 gennaio 2012   | Via Flaminia, 21 41°54′45.63″N 12°28′31.45″E             |                   | QUI ABITAVA GIOVANNI DELLA SETA NATO 1897 ARRESTATO 20.4.1944 DEPORTATO AUSCHWITZ ASSASSINATO 23.5.1944                                                             | Giovanni Della Seta |
| 11 gennaio 2012   | Via Po, 162 41°55′03.73″N 12°29′59.34″E                  |                   | QUI ABITAVA LAUDADIO DI NEPI NATO 1882 ARRESTATO 16.10.1943 DEPORTATO AUSCHWITZ MORTO DURANTE IL TRASPORTO                                                          | Laudadio Di Nepi |
| 11 gennaio 2012   | Via Po, 162 41°55′03.73″N 12°29′59.34″E                  |                   | QUI ABITAVA SILVIA SERMONETA NATA 1897 ARRESTATA 16.10.1943 DEPORTATA AUSCHWITZ ASSASSINATA 15.7.1944                                                               | Silvia Sermoneta |
| 11 gennaio 2012   | Via Paraguay, 18 41°55′21.03″N 12°29′41.36″E             |                   | QUI ABITAVA VERA PIPERNO IN PONTECORVO NATA 1916 ARRESTATA 16.10.1943 DEPORTATA AUSCHWITZ MORTA IN LUOGO IGNOTO IN DATA IGNOTA                                      | Vera Piperno in Pontecorvo |
| 11 gennaio 2012   | Via Paraguay, 18 41°55′21.03″N 12°29′41.36″E             |                   | QUI ABITAVA CARLO PONTECORVO NATO 1902 ARRESTATO 16.10.1943 DEPORTATO AUSCHWITZ MORTO FEBBRAIO 1944 IN CAMPO DI LAVORO VARSAVIA                                     | Carlo Pontecorvo |
| 11 gennaio 2012   | Via Paraguay, 18 41°55′21.03″N 12°29′41.36″E             |                   | QUI ABITAVA GIANFRANCO PONTECORVO NATO 1940 ARRESTATO 16.10.1943 DEPORTATO AUSCHWITZ ASSASSINATO 23.10.1943                                                         | Gianfranco Pontecorvo |
| 11 gennaio 2012   | Via Paraguay, 18 41°55′21.03″N 12°29′41.36″E             |                   | QUI ABITAVA EMMA FORTI IN PIPERNO NATA 1880 ARRESTATA 16.10.1943 DEPORTATA AUSCHWITZ MORTA IN LUOGO IGNOTO IN DATA IGNOTA                                           | Emma Forti in Piperno |
| 11 gennaio 2012   | Via Alessandro Torlonia, 9 41°54′57.38″N 12°30′43.81″E   |                   | QUI ABITAVA ADRIANA FINZI NATA 1920 ARRESTATA 16.10.1943 DEPORTATA AUSCHWITZ MORTA IN LUOGO IGNOTO IN DATA IGNOTA                                                   | Adriana Finzi |
| 11 gennaio 2012   | Via Alessandro Torlonia, 9 41°54′57.38″N 12°30′43.81″E   |                   | QUI ABITAVA FORTUNATA COEN IN FINZI NATA 1888 ARRESTATA 16.10.1943 DEPORTATA AUSCHWITZ MORTA IN LUOGO IGNOTO IN DATA IGNOTA                                         | Fortunata Coen in Finzi |
| 11 gennaio 2012   | Via Alessandro Torlonia, 9 41°54′57.38″N 12°30′43.81″E   |                   | QUI ABITAVA CARLO FINZI NATO 1876 ARRESTATO 16.10.1943 DEPORTATO AUSCHWITZ ASSASSINATO 23.10.1943                                                                   | Carlo Finzi |
| 11 gennaio 2012   | Via Alessandro Torlonia, 9 41°54′57.38″N 12°30′43.81″E   |                   | QUI ABITAVA LUCIANA FINZI NATA 1924 ARRESTATA 16.10.1943 DEPORTATA AUSCHWITZ MORTA IN LUOGO IGNOTO IN DATA IGNOTA                                                   | Luciana Finzi |
| 11 gennaio 2012   | Via Alessandro Torlonia, 9 41°54′57.38″N 12°30′43.81″E   |                   | QUI ABITAVA ENRICO FINZI NATO 1922 ARRESTATO 16.10.1943 DEPORTATO AUSCHWITZ MORTO IN LUOGO IGNOTO IN DATA IGNOTA                                                    | Enrico Finzi |
| 11 gennaio 2012   | Viale XXI Aprile, 21 41°55′14.93″N 12°31′05.88″E         |                   | QUI ABITAVA VITO ASCOLI NATO 1895 ARRESTATO 16.10.1943 DEPORTATO AUSCHWITZ ASSASSINATO 23.10.1943                                                                   | Vito Ascoli |
| 11 gennaio 2012   | Viale XXI Aprile, 21 41°55′14.93″N 12°31′05.88″E         |                   | QUI ABITAVA ADRIANA TERRACINA IN ASCOLI NATA 1895 ARRESTATA 16.10.1943 DEPORTATA AUSCHWITZ ASSASSINATA 23.10.1943                                                   | Adriana Terracina in Ascoli |
| 11 gennaio 2012   | Viale XXI Aprile, 21 41°55′14.93″N 12°31′05.88″E         |                   | QUI ABITAVA IDA TREVI NATA 1860 ARRESTATA 16.10.1943 DEPORTATA AUSCHWITZ ASSASSINATA 23.10.1943                                                                     | Ida Trevi |
| 11 gennaio 2012   | Via Eleonora d’Arborea, 12 41°54′41.73″N 12°31′23.91″E   |                   | QUI ABITAVA RAOUL VIVANTI NATO 1897 ARRESTATO 16.10.1943 DEPORTATO AUSCHWITZ ASSASSINATO 23.10.1943                                                                 | Raoul Vivanti |
| 15 gennaio 2013   | Via Flaminia, 171 41°55′10.69″N 12°28′20.77″E            |                   | QUI ABITAVA LAMBERTO ROMANELLI NATO 1902 ARRESTATO 16.10.1943 DEPORTATO AUSCHWITZ MORTO                                                                             | Lamberto Romanelli |
| 15 gennaio 2013   | Via Flaminia, 171 41°55′10.69″N 12°28′20.77″E            |                   | QUI ABITAVA GIULIA DEL MONTE NATA 1910 ARRESTATA 16.10.1943 DEPORTATA AUSCHWITZ ASSASSINATA 23.10.1943                                                              | Giulia Del Monte |
| 15 gennaio 2013   | Via Flaminia, 171 41°55′10.69″N 12°28′20.77″E            |                   | QUI ABITAVA CARLA ROMANELLI NATA 1938 ARRESTATA 16.10.1943 DEPORTATA AUSCHWITZ ASSASSINATA 23.10.1943                                                               | Carla Romanelli |
| 15 gennaio 2013   | Via Flaminia, 171 41°55′10.69″N 12°28′20.77″E            |                   | QUI ABITAVA MICHELE MARCO ROMANELLI NATO 1940 ARRESTATO 16.10.1943 DEPORTATO AUSCHWITZ ASSASSINATO 23.10.1943                                                       | Michele Marco RomanellI |
| 11 gennaio 2016   | Via Po, 42 41°54′54.59″N 12°29′46.08″E                   |                   | QUI ABITAVA ARRIGO TEDESCHI NATO 1887 ARRESTATO 16.10.1943 DEPORTATO AUSCHWITZ ASSASSINATO 23.10.1943                                                               | Arrigo Tedeschi |
| 11 gennaio 2017   | Via Omero, 14 41°55′10.69″N 12°28′41.71″E                |                   | QUI TROVO' RIFUGIO MARCO SEGRE NATO 1942 ARRESTATO 5.4.1944 DEPORTATO AUSCHWITZ ASSASSINATO 23.5.1944                                                               | Marco Segre |
| 11 gennaio 2017   | Via Omero, 14 41°55′10.69″N 12°28′41.71″E                |                   | QUI TROVO' RIFUGIO MARIO SEGRE NATO 1904 ARRESTATO 5.4.1944 DEPORTATO AUSCHWITZ ASSASSINATO 23.5.1944                                                               | Mario Segre |
| 11 gennaio 2017   | Via Omero, 14 41°55′10.69″N 12°28′41.71″E                |                   | QUI TROVO' RIFUGIO NOEMI CINGOLI NATA 1913 ARRESTATA 5.4.1944 DEPORTATA AUSCHWITZ ASSASSINATA 23.5.1944                                                             | Noemi Cingoli |
| 11 gennaio 2017   | Via Lima, 7 41°55′22.92″N 12°29′40.79″E                  |                   | QUI ABITAVA ABRAMO ALBERTO BISES NATO 1862 ARRESTATO 16.10.1943 DEPORTATO AUSCHWITZ ASSASSINATO 23.10.1943                                                          | Abramo Alberto Bises |
| 11 gennaio 2017   | Via Livorno, 27 41°54′54.78″N 12°29′40.79″E              |                   | QUI ABITAVA CLEMENTINA SACERDOTE NATA 1862 ARRESTATA 16.10.1943 DEPORTATA AUSCHWITZ ASSASSINATA 23.10.1943                                                          | Clementina Sacerdote |
| 19 gennaio 2018   | Via Padova, 90 41°54′38.4″N 12°31′12.13″E                |                   | QUI ABITAVA PERLA EMMA CAVIGLIA NATA 1910 ARRESTATA 16.10.1943 DEPORTATA AUSCHWITZ ASSASSINATA 23.10.1943                                                           | Perla Emma Caviglia |
| 19 gennaio 2018   | Via Padova, 90 41°54′38.4″N 12°31′12.13″E                |                   | QUI ABITAVA ROSA ZARFATI NATA 1935 ARRESTATA 16.10.1943 DEPORTATA AUSCHWITZ ASSASSINATA 23.10.1943                                                                  | Rosa Zarfati |
| 19 gennaio 2018   | Via Padova, 90 41°54′38.4″N 12°31′12.13″E                |                   | QUI ABITAVA LEO ZARFATI NATO 1936 ARRESTATO 16.10.1943 DEPORTATO AUSCHWITZ ASSASSINATO 23.10.1943                                                                   | Leo Zarfati |
| 19 gennaio 2018   | Via Padova, 90 41°54′38.4″N 12°31′12.13″E                |                   | QUI ABITAVA ITALIA ZARFATI NATA 1940 ARRESTATA 16.10.1943 DEPORTATA AUSCHWITZ ASSASSINATA 23.10.1943                                                                | Italia Zarfati |
| 15 gennaio 2019   | Piazza Bologna, 6 41°54′47.67″N 12°31′16.64″E            |                   | QUI ABITAVA RITA CAVIGLIA NATA 1915 ARRESTATA 16.10.1943 DEPORTATA AUSCHWITZ ASSASSINATA                                                                            | Rita Caviglia |
| 15 gennaio 2019   | Piazza Bologna, 6 41°54′47.67″N 12°31′16.64″E            |                   | QUI ABITAVA RICCARDO DI SEGNI NATO 1909 ARRESTATO 16.10.1943 DEPORTATO AUSCHWITZ ASSASSINATO                                                                        | Riccardo Di Segni |
| 15 gennaio 2019   | Piazza Bologna, 6 41°54′47.67″N 12°31′16.64″E            |                   | QUI ABITAVA GIANNA DI SEGNI NATA 1941 ARRESTATA 16.10.1943 DEPORTATA AUSCHWITZ ASSASSINATA 23.10.1943                                                               | Gianna Di Segni |
| 15 gennaio 2019   | Via Panama, 48 41°55′26.94″N 12°29′42.96″E               |                   | QUI ABITAVA EUGENIO ELIA CHIMICHI NATO 1853 ARRESTATO 16.10.1943 DEPORTATO AUSCHWITZ ASSASSINATO 23.10.1943                                                         | Eugenio Elia Chimichi |
| 15 gennaio 2019   | Piazza Ledro, 7 41°55′24.62″N 12°30′36.6″E               |                   | QUI ABITAVA LUIGI PIERANTONI NATO 1905 ARRESTATO 8.2.1944 ASSASSINATO 23.3.1944 FOSSE ARDEATINE                                                                     | Luigi Pierantoni |
| 13 gennaio 2020   | Via Reggio Emilia, 47 41°54′43.21″N 12°30′10.81″E        |                   | QUI ABITAVA UMBERTO SPIZZICHINO NATO 1918 ARRESTATO 24.1.1944 DEPORTATO AUSCHWITZ ASSASSINATO 28.8.1944                                                             | Umberto Spizzichino |
| 14 gennaio 2020   | Via Gianturco, 45 41°54′53.38″N 12°28′24.9″E             |                   | QUI ABITAVA RENATO VILLORESI NATO 1917 ARRESTATO 18.3.1944 ASSASSINATO 23.3.1944 FOSSE ARDEATINE                                                                    | Renato Villoresi |
| 14 gennaio 2020   | Via Flaminia, 16 41°54′44.89″N 12°28′32.63″E             |                   | QUI ABITAVA ELENA CAMERINO NATA 1904 ARRESTATA 16.10.1943 DEPORTATA AUSCHWITZ ASSASSINATA 23.10.1943                                                                | Elena Camerino |
| 14 gennaio 2020   | Via Flaminia, 16 41°54′44.89″N 12°28′32.63″E             |                   | QUI ABITAVA RICCARDO GUIDO LUZZATTO NATO 1889 ARRESTATO 16.10.1943 DEPORTATO AUSCHWITZ ASSASSINATO 23.10.1943                                                       | Riccardo Guido Luzzatto |
| 14 gennaio 2020   | Via Flaminia, 395 41°55′51.35″N 12°28′04.27″E            |                   | QUI ABITAVA EDOARDO RICCHETTI NATO 1873 ARRESTATO 16.10.1943 DEPORTATO AUSCHWITZ ASSASSINATO 23.10.1943                                                             | Edoardo Ricchetti |
| 14 gennaio 2020   | Via Flaminia, 395 41°55′51.35″N 12°28′04.27″E            |                   | QUI ABITAVA ADELE ELVIRA SACERDOTI NATA 1876 ARRESTATA 16.10.1943 DEPORTATA AUSCHWITZ ASSASSINATA 23.10.1943                                                        | Adele Elvira Sacerdoti |
| 20 gennaio 2021   | Via Sciacci, 2 41°53′02.02″N 12°30′50.97″E               |                   | QUI ABITAVA GIORGIO CONTI NATO 1902 ARRESTATO GEN. 1944 ASSASSINATO 24.3.1944 FOSSE ARDEATINE                                                                       | Giorgio Conti (Roma, 17 maggio 1912 - Eccidio delle Fosse Ardeatine, 24 marzo 1944), figlio di Cesare e di Cristina Ricchi Quarti, ingegnere, accusato di far parte del CLN romano, è prelevato dalla sua casa e condotto al carcere di Via Tasso 15, quindi Regina Coeli.Tra le vittime dell'Eccidio delle Fosse Ardeatine:24 marzo 1944. |
| 20 gennaio 2021   | Via Salaria, 195 41°55′07.54″N 12°29′50.37″E             |                   | QUI ABITAVA FRANCO MOSCATO NATO 1907 ARRESTATO 16.10.1943 DEPORTATO AUSCHWITZ ASSASSINATO                                                                           | Franco Moscato (Roma, 12 aprile 1907 - Auschwitz, ???), figlio di Carlo e Annetta Veneziani, famiglia ebrea. È prelevato in casa dai nazisti nel corso del rastrellamento del ghetto, 16 ottobre 1943. Deportato a Auschwitz dove giunge il 23 ottobre 1943. Non sopravvive alla Shoah. |
| 20 gennaio 2021   | Via G.Saliceto, 4 41°54′40.17″N 12°30′26.84″E            |                   | QUI ABITAVA AUGUSTO CAPON NATO 1872 ARRESTATO 16.10.1943 DEPORTATO AUSCHWITZ ASSASSINATO 23.10.1943                                                                 | Augusto Capon (Venezia, 3 novembre 1872 - Auschwitz, 23 ottobre 1943), figlio di Abramo e Sara Nina Levi, Ammiraglio di squadra. A seguito delle Leggi razziali fasciste del 1938 è allontanato dalle responsabilità militari. Vittima del rastrellamento del ghetto del 16 ottobre 1943, è deportato nel Reich destinato a Auschwitz, dove muore il 23 ottobre 1943. |
| 20 gennaio 2021   | Via Caserta, 4 41°54′31.39″N 12°30′45.86″E               |                   | QUI ABITAVA AMELIA COEN NATA 1868 ARRESTATA 16.10.1943 DEPORTATA AUSCHWITZ ASSASSINATA 23.10.1943                                                                   | Amelia Coen (Ancona, 30 luglio 1868 - Auschwitz, 23 ottobre 1943), figlia di Cesare e Costanza, coniugata con Abramo Augusto Ravà. Arrestata durante il rastrellamento del ghetto del 16 ottobre 1943, deportata ad Auschwitz, assassinata al suo arrivo al campo: 23 ottobre 1943. |
| 10 gennaio 2023   | Piazza Ledro, 7 41°55′25.17″N 12°30′36.48″E              |                   | QUI ABITAVA RAFFAELE ZICCONI NATO 1911 ARRESTATO 7.2.1944 ASSASSINATO 24.3.1944 FOSSE ARDEATINE                                                                     | Raffaele Zicconi (Sommatino, 13 agosto 1911 - Eccidio delle Fosse Ardeatine, 24 marzo 1944), figlio di Lorenzo e Anna Olla, impiegato, aderente al Partito d'Azione. In seguito a tradimento di un compagno, è arrestato dalle SS memtre progetta un sabotaggio ai loro danni. Tradotto al carcere di Via Tasso 15, quindi Regina Coeli. Tra le vittime dell'Eccidio delle Fosse Ardeatine: 24 marzo 1944. |
| 10 gennaio 2024   | Piazzale Aldo Moro, 7 41°54′02.74″N 12°30′45.12″E        |                   | QUI ABITAVA GIACOMO ANTICOLI NATO 1907 ARRESTATO 16.10.1943 DEPORTATO AUSCHWITZ ASSASSINATO                                                                         | Giacomo Anticoli (Roma, 26 febbraio 1907 - Auschwitz, ???), figlio di Pacifico e Fiorina Spizzichino, marito di Gemma Anticoli, padre di Fiorella e Luciana. Ebreo, arrestato con la famiglia nel rastrellamento del ghetto del 16 ottobre 1943 è deportato nel Reich col treno partito il 18 ottobre con destinazione Auschwitz giungendovi il 23 ottobre 1944. Non farà ritorno, stessa sorte per la sua famiglia. Quattro pietre per la famiglia Anticoli posate presso la sede centrale del CNR dove Giacomo lavorava e risiedeva con la famiglia. |
| 10 gennaio 2024   | Piazzale Aldo Moro, 7 41°54′02.74″N 12°30′45.12″E        |                   | QUI ABITAVA GEMMA ANTICOLI NATA 1910 ARRESTATA 16.10.1943 DEPORTATA AUSCHWITZ ASSASSINATA                                                                           | Gemma Anticoli (Roma, 12 maggio 1910 - Auschwitz, ???), figlia di Prospero e Flaminia Di Nepi, moglie di Giacomo Anticoli, madre di Fiorella e Luciana. Condivide la tragica sorte del marito e delle figlie. Arrestata nel rastrellamento del ghetto del 16 ottobre 1943, deportata nel Reich col treno partito il 18 ottobre con destinazione Auschwitz giungendovi il 23 ottobre 1944. Non farà ritorno |
| 10 gennaio 2024   | Piazzale Aldo Moro, 7 41°54′02.74″N 12°30′45.12″E        |                   | QUI ABITAVA FIORELLA ANTICOLI NATA 1934 ARRESTATA 16.10.1943 DEPORTATA AUSCHWITZ ASSASSINATA 23.10.1943                                                             | Fiorella Anticoli (Roma, 3 dicembre 1934 - Auschwitz, 23 ottobre 1943), Arrestata con i genitori e la sorella nel corso del rastrellamento del ghetto del 16 ottobre 1943, deportata nel Reich col treno partito il 18 ottobre con destinazione Auschwitz giungendovi il 23 ottobre 1944. Assassinata all'arrivo al campo. |
| 10 gennaio 2024   | Piazzale Aldo Moro, 7 41°54′02.74″N 12°30′45.12″E        |                   | QUI ABITAVA LUCIANA ANTICOLI NATA 1938 ARRESTATA 16.10.1943 DEPORTATA AUSCHWITZ ASSASSINATA 23.10.1943                                                              | Luciana Anticoli (Roma, 3 febbraio 1938 - Auschwitz, 23 ottobre 1943), Arrestata con i genitori e la sorella Fiorella nel corso del rastrellamento del ghetto del 16 ottobre 1943, deportata nel Reich col treno partito il 18 ottobre con destinazione Auschwitz giungendovi il 23 ottobre 1944. Assassinata all'arrivo al campo. |
| 13 gennaio 2025   | Via Lorenzo il Magnifico, 44 41°54′46.45″N 12°31′21.43″E |                   | QUI ABITAVA EDI COEN NATA 1881 ARRESTATA 16.10.1943 DEPORTATA AUSCHWITZ ASSASSINATA 23.10.1943                                                                      | Edi Coen (Ancona, 11 marzo 1881 - Auschwitz, 23 ottobre 1943), figlia di Giuseppe e Elisa Volterra, coniugata con Raffaele Levi. Arrestata insieme al marto nel corso del rastrellamento del ghetto del 16 ottobre 1943, deportata nel Reich col treno partito il 18 ottobre con destinazione Auschwitz giungendovi il 23 ottobre 1944. Assassinata all'arrivo al campo. |
| 13 gennaio 2025   | Via Lorenzo il Magnifico, 44 41°54′46.45″N 12°31′21.43″E |                   | QUI ABITAVA RAFFAELE LEVI NATO 1873 ARRESTATO 16.10.1943 DEPORTATO AUSCHWITZ ASSASSINATO 23.10.1943                                                                 | Raffaele Levi (Ancona, 9 luglio 1873 - Auschwitz, 23 ottobre 1943), figlio di Moise e Emilia Cingoli, coniugato con Edi Coen insieme alla quale è arrestato nel corso del rastrellamento del ghetto del 16 ottobre 1943, deportato nel Reich col treno partito il 18 ottobre con destinazione Auschwitz giungendovi il 23 ottobre 1944. Assassinato all'arrivo al campo. |

### Municipio III
Il municipio III accoglie ufficialmente 9 Pietre d'Inciampo.
| Pietra d'inciampo | Pietra d'inciampo                                    | Pietra d'inciampo | Pietra d'inciampo                                                                                       | Note biografiche |
| Data di posa      | Luogo di posa                                        | Stolpersteine     | Incisione                                                                                               | Note biografiche |
| ----------------- | ---------------------------------------------------- | ----------------- | --- | --- |
| 16 gennaio 2019   | Via Maiella, 15 41°56′06.6″N 12°32′05.19″E           |                   | QUI ABITAVA LEO FUNARO NATO 1898 ARRESTATO 16.10.1943 DEPORTATO AUSCHWITZ ASSASSINATO FEB.1944 VARSAVIA | Leo Funaro |
| 16 gennaio 2019   | Via Maiella, 15 41°56′06.6″N 12°32′05.19″E           |                   | QUI ABITAVA TERESA DI CASTRO NATA 1908 ARRESTATA 16.10.1943 DEPORTATA AUSCHWITZ ASSASSINATA             | Teresa Di Castro |
| 16 gennaio 2019   | Via Maiella, 15 41°56′06.6″N 12°32′05.19″E           |                   | QUI ABITAVA DARIO FUNARO NATO 1930 ARRESTATO 16.10.1943 DEPORTATO AUSCHWITZ ASSASSINATO                 | Dario Funaro |
| 16 gennaio 2019   | Via Maiella, 15 41°56′06.6″N 12°32′05.19″E           |                   | QUI ABITAVA ADOLFO FUNARO NATO 1936 ARRESTATO 16.10.1943 DEPORTATO AUSCHWITZ ASSASSINATO 23.10.1943     | Adolfo Funaro |
| 20 gennaio 2021   | Via Monte Tomatico, 4 41°55′53.09″N 12°32′17.83″E    |                   | QUI ABITAVA FERDINANDO AGNINI NATO 1924 ARRESTATO 24.2.1944 ASSASSINATO 24.3.1944 FOSSE ARDEATINE       | Ferdinando Agnini |
| 20 gennaio 2021   | Via Monte Nevoso, 14 41°55′48.6″N 12°32′23.82″E      |                   | QUI ABITAVA ORLANDO ORLANDI POSTI NATO 1926 ARRESTATO 3.2.1944 ASSASSINATO 24.3.1944 FOSSE ARDEATINE    | Orlando Orlandi Posti |
| 10 gennaio 2023   | Via di Valle Melaina, 34 41°56′52.19″N 12°31′33.19″E |                   | QUI ABITAVA ANTONIO PISTONESI NATO 1925 ARRESTATO 6.2.1944 ASSASSINATO 24.3.1944 FOSSE ARDEATINE        | Antonio Pistonesi |
| 10 gennaio 2023   | Via di Valle Melaina, 34 41°56′52.19″N 12°31′33.19″E |                   | QUI ABITAVA RENZO PIASCO NATO 1925 ARRESTATO 3.2.1944 ASSASSINATO 24.3.1944 FOSSE ARDEATINE             | Renzo Piasco |
| 12 febbraio 2025  | via Cervino, 7 41°55′55.38″N 12°32′13.31″E           |                   | | Raffaele Riva (Sant'Agata Bolognese, 29 dicembre 1896 - Forte Bravetta, 31 gennaio 1944), operaio, combattente della Grande Guerra, cattolico di sinistra. Trasferitosi a Roma per sfuggire i soprusi delle camicie nere continua l'attività clandestina antifascista e dopo l'armistizio dell'8 settembre 1943 intensifica il suo impegno nelle file della Resistenza. Arrestato in seguito a delazione il 23 dicembre 1943, condotto prima in via Tasso 15, quindi carecere di Regina Coeli. Fucilato sugli spalti di Forte Bravetta il 31 gennaio 1944. |

### Municipio IV
Il municipio IV accoglie ufficialmente 2 Pietre d'Inciampo. 
| Pietra d'inciampo | Pietra d'inciampo                            | Pietra d'inciampo | Pietra d'inciampo | Note biografiche |
| Data di posa      | Luogo di posa                                | Stolpersteine     | Incisione | Note biografiche |
| ----------------- | -------------------------------------------- | ----------------- | --- | ---------------- |
| 11 gennaio 2012   | Via del Peperino 41°55′05.08″N 12°33′13.29″E |                   | QUI ABITAVA FAUSTO IANNOTTI NATO 1927 ARRESTATO COME POLITICO 24.10.1943 DEPORTATO KZ MAUTHAUSEN MORTO 30.4.1945 EBENSEE | Fausto Iannotti  |
| 20 gennaio 2021   | Via Flora, 22 41°55′06.3″N 12°33′02.99″E     |                   | QUI ABITAVA ANTONIO RISI NATO 1901 ARRESTATO 22.10.1943 DEPORTATO MAUTHAUSEN ASSASSINATO 2.12.1944 CASTELLO DI HARTHEIM  | Antonio Risi     |

### Municipio V
Il municipio V accoglie ufficialmente 31 Pietre d'Inciampo. 
| Pietra d'inciampo | Pietra d'inciampo                                                | Pietra d'inciampo | Pietra d'inciampo | Note biografiche |
| Data di posa      | Luogo di posa                                                    | Stolpersteine     | Incisione | Note biografiche |
| ----------------- | ---------------------------------------------------------------- | ----------------- | --- | --- |
| 28 gennaio 2010   | Via Ascoli Piceno, 18 41°53′21.93″N 12°31′32.92″E                |                   | QUI ABITAVA ANTONIO ATZORI NATO 1887 ARRESTATO COME POLITICO 4.1.1944 DEPORTATO KZ MAUTHAUSEN MORTO 15.2.1945           | Antonio Atzori |
| 28 gennaio 2010   | Via E. Giovenale, 95 41°53′18.46″N 12°31′55.15″E                 |                   | QUI ABITAVA FERDINANDO PERSIANI NATO 1920 ARRESTATO COME POLITICO 4.1.1944 DEPORTATO MAUTHAUSEN ASSASSINATO 5.6.1944    | Ferdinando Persiani |
| 28 gennaio 2010   | Via Romanello da Forli, 34 41°53′23.75″N 12°31′56.11″E           |                   | QUI ABITAVA FERNANDO NUCCETELLI NATO 1903 ARRESTATO COME POLITICO 4.1.1944 DEPORTATO KZ MAUTHAUSEN MORTO 23.4.1944      | Fernando Nuccitelli |
| 12 gennaio 2017   | Via dell'Acqua Bullicante, 21 41°52′51.37″N 12°32′33.63″E        |                   | QUI LAVORAVA RENATO CANTALAMESSA NATO 1902 ARRESTATO 14.3.1944 ASSASSINATO 24.3.1944 FOSSE ARDEATINE                    | Renato Cantalamessa |
| 12 gennaio 2017   | Via dell'Acqua Bullicante, 21 41°52′51.37″N 12°32′33.63″E        |                   | QUI LAVORAVA EGIDIO CHECCHI NATO 1902 ARRESTATO 14.3.1944 ASSASSINATO 24.3.1944 FOSSE ARDEATINE                         | Egidio Checchi |
| 12 gennaio 2017   | Via dell'Acqua Bullicante, 21 41°52′51.37″N 12°32′33.63″E        |                   | QUI LAVORAVA ORAZIO CORSI NATO 1891 ARRESTATO 14.3.1944 ASSASSINATO 24.3.1944 FOSSE ARDEATINE                           | Orazio Corsi |
| 12 gennaio 2017   | Via dell'Acqua Bullicante, 21 41°52′51.37″N 12°32′33.63″E        |                   | QUI LAVORAVA MARIO PASSARELLA NATO 1905 ARRESTATO 14.3.1944 ASSASSINATO 24.3.1944 FOSSE ARDEATINE                       | Mario Passarella |
| 12 gennaio 2017   | Via dell'Acqua Bullicante, 21 41°52′51.37″N 12°32′33.63″E        |                   | QUI LAVORAVA ALESSANDRO PORTIERI NATO 1905 ARRESTATO 14.3.1944 ASSASSINATO 24.3.1944 FOSSE ARDEATINE                    | Alessandro Portieri |
| 12 gennaio 2017   | Via di Torpignattara, 99 41°52′35.78″N 12°32′30.28″E             |                   | QUI ABITAVA VALERIO FIORENTINI NATO 1918 ARRESTATO 14.3.1944 ASSASSINATO 24.3.1944 FOSSE ARDEATINE                      | Valerio Fiorentini |
| 12 gennaio 2017   | Via dei Lentuli, 60 41°51′53.67″N 12°32′44.54″E                  |                   | QUI ABITAVA ELDIO DEL VECCHIO NATO 1927 ARRESTATO 17.7.1944 DEPORTATO BUCHENWALD MORTO 28.3.1945                        | Eldio Del Vecchio |
| 9 gennaio 2018    | Via dell'Acqua Bullicante, 137 41°53′01.95″N 12°32′35.69″E       |                   | QUI ABITAVA GIORDANO SANGALLI NATO 1927 ARRESTATO 7.4.1944 ASSASSINATO 7.4.1944 ARCUCCIOLA                              | Giordano Sangalli |
| 9 gennaio 2018    | Via Capua, 54 41°52′53.89″N 12°32′42.65″E                        |                   | QUI ABITAVA PAOLO ANGELINI NATO 1909 ARRESTATO 14.3.1944 ASSASSINATO 24.3.1944 FOSSE ARDEATINE                          | Paolo Angelini |
| 9 gennaio 2018    | Via Berardi, 10 41°52′39.64″N 12°32′52.3″E                       |                   | QUI ABITAVA CARLO CAMISOTTI NATO 1902 ARRESTATO 14.3.1944 ASSASSINATO 24.3.1944 FOSSE ARDEATINE                         | Carlo Camisotti |
| 16 gennaio 2019   | Via dei Savorgnan, 52 41°52′40.78″N 12°32′16.21″E                |                   | QUI ABITAVA GUERRINO SBARDELLA NATO 1916 ARRESTATO 1943 ASSASSINATO 2.2.1944 FORTE BRAVETTA                             | Guerrino Sbardella |
| 16 gennaio 2019   | V.le dell'Acquedotto Alessandrino, 3 41°52′32.59″N 12°32′29.82″E |                   | QUI ABITAVA OTTAVIO CAPOZIO NATO 1922 ARRESTATO 12.3.1944 ASSASSINATO 24.3.1944 FOSSE ARDEATINE                         | Ottavio Capozio |
| 16 gennaio 2019   | Via Grazioso Benincasa, 28 41°53′08.75″N 12°32′32.92″E           |                   | QUI ABITAVA ANTONIO ROAZZI NATO 1898 ARRESTATO 23.2.1944 ASSASSINATO 24.3.1944 FOSSE ARDEATINE                          | Antonio Roazzi |
| 16 gennaio 2019   | Via Valmontone, 37 41°52′38.31″N 12°33′38.74″E                   |                   | QUI ABITAVA PAOLO RENZI NATO 1894 ARRESTATO 28.11.1943 ASSASSINATO 31.1.1944 FORTE BRAVETTA                             | Paolo Renzi |
| 14 gennaio 2020   | Via Ceprano, 58 41°52′38.46″N 12°33′40.01″E                      |                   | QUI ABITAVA SPARTACO PULA NATO 1919 ARRESTATO 12.1.1944 ASSASSINATO 24.3.1944 FOSSE ARDEATINE                           | Spartaco Pula |
| 14 gennaio 2020   | Via Ceccano, 13 41°52′39.38″N 12°33′46.33″E                      |                   | QUI ABITAVA ITALO PULA NATO 1915 ARRESTATO 12.1.1944 ASSASSINATO 24.3.1944 FOSSE ARDEATINE                              | Italo Pula |
| 14 gennaio 2020   | Via E. Giovenale 95 41°53′18.46″N 12°31′55.15″E                  |                   | QUI ABITAVA FERDINANDO PERSIANI NATO 1920 ARRESTATO COME POLITICO 26.12.1943 DEPORTATO MAUTHAUSEN ASSASSINATO 30.9.1944 | Ferdinando Persiani |
| 19 gennaio 2021   | Via Tor de Schiavi, 50 41°52′38.35″N 12°33′51.61″E               |                   | QUI ABITAVA DOMENICO RICCI NATO 1913 ARRESTATO 12.1.1944 ASSASSINATO 24.3.1944 FOSSE ARDEATINE                          | Domenico Ricci (Paliano, 9 gennaio 1913 - Eccidio delle Fosse Ardeatine, 24 marzo 1944), figlio di Felice e Filomena Frasacco, partigiano, impiegato all’Eiar. Ssergente nella campagna di Grecia, dopo l'armistizio dell'8 settembre 1943 entra nella Resistenza tra le file del Partito d'Azione assegnato alla squadra comandata da Italo Pula. Arrestato dalle SS, tradotto al carcere di Via Tasso 15, quindi Regina Coeli. Tra le vittime dell'Eccidio delle Fosse Ardeatine: 24 marzo 1944. |
| 21 gennaio 2022   | Via dei Quintili, 234 41°52′16.92″N 12°32′46.95″E                |                   | QUI ABITAVA LUIGI SABATINI NATO 1897 ARRESTATO 17.4.1944 DEPORTATO HEYDEBRECK ASSASSINATO 7.8.1944                      | Luigi Sabatini (Pizzoli, 9 gennaio 1913 - Heydebreck, 7 agosto 1944), rastrellato il 17 aprile 1944, tradotto a Fossoli a cui segue la deportazione nel Reich, a Ratibor nell’Alta Slesia, quindi Heydebreck, al lavoro coatto. Muore sotto le bombe sganciate sul campo dagli alleati il 7 agosto 1944. Fu sepolto in un bosco. |
| 21 gennaio 2022   | Via dei Ciceri, 101 41°52′17.24″N 12°32′50.72″E                  |                   | QUI ABITAVA ROBERTO FORTI NATO 1905 ARRESTATO 28.12.1943 DEPORTATO MAUTHAUSEN LIBERATO                                  | Roberto Forti (Roma, 7 giugno 1905 - ???, ???), attivo comunista, partigiano, comandante dei GAP. Arrestato una prima volta nell'autunno del'41 quindi liberato agosto '43. Nelle giornate immediatamente successive all'armistizio dell'8 settembre 1943 insieme a Luigi Longo provvede a reperire e distribuire armi ai resistenti romani. Combatte i tedeschi a Porta San Paolo e successivamente, componente del comando militare, organizza la Resistenza romana. All'arresto del dicembre '43 segue la deportazione nel Reich, prima Dachau, quindi Mauthausen. Liberato, grande invalido di guerra è insignito della medaglia d’argento al valor militare, sarà dirigente ANPI e ANED. |
| 10 gennaio 2023   | Via Tor De’ Schiavi, 129 41°52′55.25″N 12°33′47.46″E             |                   | | Guido Borgioni |
| 10 gennaio 2023   | Via Fausto Pesci, 27 41°52′27.99″N 12°32′34.91″E                 |                   | QUI ABITAVA ADOLFO BONFANTI NATO 1907 ARRESTATO 17.4.1944 ASSASSINATO 12.4.1944 BRISIGHELLA                             | Adolfo Bonfanti (Roma, 1907 - Brisighella, 12 aprile 1944), operaio, partigiano, attivo nella Resistenza già dall'armistizio dell'8 settembre 1943, è catturato nel corso del Rastrellamento del Quadraro del 17 aprile del 1944 quindi deportato verso il Reich destinato al lavoro coatto, ma fugge nel corso del viaggio e raggiunge una formazione partigiana in valle padana proseguendo nella guerra partigiana. Muore in uno scontro a fuoco con i tedeschi il 12 aprile 1944. |
| 10 gennaio 2023   | Via Adriano Balbi, 20 41°53′15.48″N 12°31′54.34″E                |                   | QUI ABITAVA TITO BERNARDINI NATO 1898 ARRESTATO 7.3.194A ASSASSINATO 24.3.1944 FOSSE ARDEATINE                          | Tito Bernardini (Orte, 24 aprile 1898 - Eccidio delle Fosse Ardeatine, 24 marzo 1944) ferroviere, antifascista già dal 1921, dopo l'armistizio dell'8 settembre 1943 partecipa attivamente alla Resistenza nelle file della Brigata Bandiera Rossa prendendo parte a numerose azioni di guerriglia e come organizzatore di cellule clandestine. Intercettato durante un trasferimento di armi è arrestato il 7 marzo 1944 dalle SS e dai fascisti della "Banda Bernasconi" dell’OVRA; condotto a Via Tasso 15 subisce feroci interrogatori, quindi carcere di Regina Coeli. Tra le vittime dell'Eccidio delle Fosse Ardeatine: 24 marzo 1944.                                                 |
| 9 gennaio 2024    | via Arpino, 6 41°52′36.93″N 12°33′50.11″E                        |                   | QUI ABITAVA ALDO ERCOLI NATO 1916 ARRESTATO 12.1.1944 ASSASSINATO 24.3.1944 FOSSE ARDEATINE                             | Aldo Ercoli (Roma, 7 maggio 1916 - Eccidio delle Fosse Ardeatine, 24 marzo 1944), figlio di Angelo e Leonina Cimini, pittore a di Centocelle, partigiano, militante del Partito d'Azione partecipa a diverse azioni di sabotaggio contro i fascisti e i nazisti occupanti. È arrestato il 12 gennaio 1944, torturato detenuto a Via Tasso 15, quindi Regina Coeli. Tra le vittime dell'Eccidio delle Fosse Ardeatine: 24 marzo 1944. |
| 9 gennaio 2024    | Via Fortebraccio, 25 41°53′23.72″N 12°31′45.23″E                 |                   | QUI ABITAVA ANGELO GALAFATI NATO 1897 ARRESTATO 13.3.1944 ASSASSINATO 24.3.1944 FOSSE ARDEATINE                         | Angelo Galafati (Civitella d'Agliano, 21 agosto 1987 - Eccidio delle Fosse Ardeatine, 24 marzo 1944, ), figlio di Giuseppe e Maria Pettinelli, falegname e carpentiere, decorato medaglia d'argento al valor militare nella Grande Guerra, antifascista, comunista. Arrestato con l'accusa di aver ospitato prigionieri alleati, detenuto a Regina Coeli, è tra le vittime dell'Eccidio delle Fosse Ardeatine: 24 marzo 1944. |
| 9 gennaio 2024    | via Dei Ciceri, 129 41°52′19.06″N 12°32′50.13″E                  |                   | QUI ABITAVA SISTO QUARANTA NATO 1924 ARRESTATO 17.4.1944 DEPORTATO RHUMSPRINGE LIBERATO                                 | Sisto Quaranta (Roma, 1924 - Roma, 5 ottobre 2017), ventenne è testimone e vittima del "operazione balena", il rastrellamento del Quadrato ad opera del famigerato colonnello Herbert Kappler, deportato nel Reich come lavoratore coatto al campo di Rhumspringe.Sisto resiste, sopravvive, ritorna e contribuisce alla rinascita del suo quartiere e diventa memoria storica di quegli avvenimenti. Scompare nel 2017 a 93 anni. |
| 30 gennaio 2025   | via Valmontone, 14 41°52′34.87″N 12°33′38.34″E                   |                   | QUI ABITAVA EVERARDO LUZI NATO 1919 ARRESTATO 12.1.1944 ASSASSINATO 24.3.1944 FOSSE ARDEATINE                           | Everardo Luzi (Roma, 26 novembre 1919- Eccidio delle Fosse Ardeatine, 24 marzo 1944), meccanico, nel Regio Esercito dal 1938 all'armistizio dell'8 settembre 1943, dopodiché entra nella Resistenza svolgendo attività di propaganda antifascista e antinazista. Arrestato nel gennaio 1944 dalle SS, detenuto nel carcere di Via Tasso 15, quindi carcere di Regina Coeli. È tra le vittime dell'Eccidio delle Fosse Ardeatine del 24 marzo 1944. |
| 30 gennaio 2025   | via Conte di Carmagnola, 32 41°53′25.81″N 12°32′03.14″E          |                   | QUI ABITAVA FRANCO RICCITELLI NATO 1923 ARRESTATO 9.91943 INTERNATO FALLINGBOSTEL LIBERATO                              | Franco Riccitelli |

### Municipio VII
Il municipio VII accoglie ufficialmente 13 Pietre d'Inciampo. 
| Pietra d'inciampo | Pietra d'inciampo                                 | Pietra d'inciampo | Pietra d'inciampo | Note biografiche |
| Data di posa      | Luogo di posa                                     | Stolpersteine     | Incisione | Note biografiche |
| ----------------- | ------------------------------------------------- | ----------------- | --- | --- |
| 28 gennaio 2010   | Via Taranto, 178 41°52′57.21″N 12°31′16.35″E      |                   | QUI ABITAVA COL. EUGENIO PALADINI NATO 1896 DEPORTATO 8.9.1943 MORTO A MEPPEN 25.10.1943                                                    | Eugenio Paladini |
| 14 gennaio 2013   | Via Licia, 56 41°52′50.38″N 12°30′12.16″E         |                   | QUI ABITAVA GIOACCHINO GESMUNDO NATO 1908 ARRESTATO COME POLITICO 29.1.1944 ASSASSINATO 24.3.1944 FOSSE ARDEATINE                           | Gioacchino Gesmundo |
| 14 gennaio 2013   | Via Appia Nuova, 451 41°52′23.52″N 12°31′30.67″E  |                   | QUI ABITAVA FRANCESCO GALEOTTI NATO 1889 ARRESTATO COME POLITICO 30.12.1943 DEPORTATO MAUTHAUSEN ASSASSINATO 28.7.1944 CASTELLO DI HARTHEIM | Francesco Galeotti |
| 11 gennaio 2016   | Via Gallia, 96 41°52′51.45″N 12°31′16.35″E        |                   | QUI ABITAVA ADOLFO SANSOLINI NATO 1905 ARRESTATO 15.3.1944 ASSASSINATO 24.3.1944 FOSSE ARDEATINE                                            | Adolfo Sansolini |
| 21 gennaio 2022   | Via Taranto, 9 41°53′07.2″N 12°30′43.76″E         |                   | QUI ABITAVA CARMELO COCO NATO 1924 UCCISO 14.9.1943 NELLA RESISTENZA ROMA                                                                   | Carmelo Coco , ferito mortalmente a Largo Brindisi nel tentativo di contrastare l’entrata dei nazisti da porta San Giovanni. |
| 21 gennaio 2022   | Via Clelia, 37 41°52′28.45″N 12°31′33.9″E         |                   | QUI ABITAVA GASTONE DE NICOLÓ NATO 1925 ARRESTATO 12.3.1944 ASSASSINATO 24.3.1944 FOSSE ARDEATINE                                           | Gastone De Nicolò studente, attivo nelle file delle squadre d'azione del Partito Socialista effettua sabotaggi, propaganda antifascista, collegamenti come staffetta. Arrestato rinchiuso nel carcere di Regina Coeli. È tra le vittime della strage dell'Eccidio delle Fosse Ardeatine il 24 marzo 1944. |
| 9 gennaio 2024    | Via Collazia, 20 41°52′41.74″N 12°30′25.49″E      |                   | QUI ABITAVA FIORINA BARAFFAEL NATA 1868 ARRESTATA 16.10.1943 DEPORTATA AUSCHWITZ ASSASSINATA 23.10.1943                                     | Fiorina Baraffael (Roma, 13 novembre 1868 - ???, 23 ottobre 1943), figlia di Giuseppe e Elisabetta Campagnano, coniugata con Samuele Di Capua, madre di Elisabetta Margherita Di Capua. Arrestata unitamente alla figlia a Roma, entrambe subiscono la deportazione nel Reich destinate a Auschwitz, è assassinate il giorno stesso del suo arrivo al campo. |
| 9 gennaio 2024    | Via Collazia, 20 41°52′41.74″N 12°30′25.49″E      |                   | QUI ABITAVA ELISABETTA MARGHERITA DI CAPUA NATA 1907 ARRESTATA 16.10.1943 DEPORTATA AUSCHWITZ ASSASSINATA                                   | Elisabetta Margherita Di Capua (Roma, 27 maggio 1907 - ???, 23 ottobre 1943), figlia di Samuele e Fiorina Baraffael. Arrestata a Roma insieme alla madre, entrambe deportate ad Auschwitz. Non è sopravvissuta alla Shoah. |
| 9 gennaio 2024    | Carlo Denina, 42 41°52′17.41″N 12°31′29.34″E      |                   | QUI ABITAVA ORNELLO LEONARDI NATO 1926 ARRESTATO 12.3.1944 ASSASSINATO 24.3.1944 FOSSE ARDEATINE                                            | Ornello Leonardi (Roma, 1º gennaio 1926 - Eccidio delle Fosse Ardeatine, 23 ottobre 1943), figlio di Sabotino e Bianca Catà, giovanissimo barista, di idee comuniste, in seguito a delazione è arrestato dai nazifascisti e trovato in possesso di armi e di documenti compromettenti, è portato al carcere di Via Tasso 15. Tra le vittime dell'Eccidio delle Fosse Ardeatine. |
| 9 gennaio 2024    | Via Lanuvio, 46 41°51′51.58″N 12°31′57.25″E       |                   | QUI ABITAVA ARNALDO FINOCCHIARO NATO 1921 ARRESTATO 12.3.1944 ASSASSINATO 24.3.1944 FOSSE ARDEATINE                                         | Arnaldo Finocchiaro (Torino, 26 luglio 1921 - Eccidio delle Fosse Ardeatine, 23 ottobre 1943), elettricista, attivista del Partito Comunista d'Italia. Sorpreso a compiere atti di sabotaggio nei confronti dei tedeschi è arrestato dal Maresciallo dei Carabinieri e detenuto nel carcere di Via Tasso 15. Tra le vittime dell'Eccidio delle Fosse Ardeatine. |
| 9 gennaio 2024    | Via Dei Laterensi, 91 41°51′36.23″N 12°32′51.26″E |                   | QUI ABITAVA GOFFREDO ROMAGNOLI NATO 1925 ARRESTATO 15.2.1944 ASSASSINATO 24.3.1944 FOSSE ARDEATINE                                          | Goffredo Romagnoli (Roma, 5 gennaio 1925 - Eccidio delle Fosse Ardeatine, 23 ottobre 1943), figlio di Umberto e Zelmina Angelucci. Attivista del Partito Socialista Italiano è arrestato dalle SS accusato di sabotaggio e portato alle carceri di Via Tasso 15. È tra le vittime dell'Eccidio delle Fosse Ardeatine. |
| 9 gennaio 2024    | Via Dei Laterensi, 91 41°51′36.23″N 12°32′51.26″E |                   | QUI ABITAVA LEONARDO BUTTICÈ NATO 1921 ARRESTATO 15.2.1944 ASSASSINATO 24.3.1944 FOSSE ARDEATINE                                            | Leonardo Butticè (Siculiana, 2 febbraio 1921 - Eccidio delle Fosse Ardeatine, 23 ottobre 1943), figlio di Pasquale e Vincenza Sciarocca, meccanico, attivista del Partito Socialista Italiano è arrestato dalle SS accusato di sabotaggio e portato alle carceri di Via Tasso 15. È tra le vittime dell'Eccidio delle Fosse Ardeatine. |
| 12 febbraio 2025  | via Manlio Torquato, 10 41°52′24.21″N 12°31′47″E  |                   | | Pietro Primavera (Roma, 15 gennaio 1925 - Eccidio delle Fosse Ardeatine, 23 ottobre 1943), figlio di Enea ed Elisa Biondi, primo di cinque fratelli, impiegato, cattolico iscritto alla Gioventù italiana di Azione Cattolica. Il suo rifiuto di aderire al PNF e nel 1942 di rispondere alla chiamata a leva gli costa la perdita definitiva del posto di lavoro. Alla proclamazione dell'armistizio dell'8 settembre 1943 prende parte attiva nella Resistenza capitolina, si iscrive al Mcd’I, prende parte ai sabotaggi tra le file della banda Bandiera Rossa. A seguito di una delazione, il 6 marzo 1944 è arrestato dalle SS, condotto a Via Tasso 15, torturato per 20 giorni. Trasferito al carcere di Regina Coeli è tra le vittime dell'Eccidio delle Fosse Ardeatine del 23 ottobre 1943. |

### Municipio VIII
Il municipio VIII accoglie ufficialmente 14 Pietre d'Inciampo. 
| Pietra d'inciampo | Pietra d'inciampo                                          | Pietra d'inciampo | Pietra d'inciampo | Note biografiche |
| Data di posa      | Luogo di posa                                              | Stolpersteine     | Incisione | Note biografiche |
| ----------------- | ---------------------------------------------------------- | ----------------- | --- | --- |
| 13 gennaio 2011   | Via Bartolomeo Bossi, 8 41°52′25.81″N 12°28′53.82″E        |                   | QUI ABITAVA FILIPPO D'AGOSTINO NATO 1885 ARRESTATO COME POLITICO 19.12.1943 DEPORTATO KZ MAUTHAUSEN ASSASSINATO 14.7.1944 CENTRO DI STERMINIO CASTELLO DI HARTHEIM/LINZ | Filippo D'Agostino |
| 11 gennaio 2017   | Via del Porto Fluviale, 35 41°52′20.17″N 12°28′37.2″E      |                   | QUI ABITAVA ALBERTO DI SEGNI NATO 1913 ARRESTATO 16.4.1944 DEPORTATO AUSCHWITZ MORTO 18.1.1945 SACHSENHAUSEN                                                            | Alberto Di Segni |
| 16 gennaio 2019   | Via Valeria Rufina, 66 41°51′17.58″N 12°29′58.06″E         |                   | QUI ABITAVA GIOVANNI TAGLIAVINI NATO 1896 ARRESTATO COME POLITICO 23.12.1943 DEPORTATO MAUTHAUSEN ASSASSINATO 2.2.1945                                                  | Giovanni Tagliavini |
| 19 gennaio 2021   | Piazza Eugenio Biffi, 2 41°51′58.54″N 12°29′25.12″E        |                   | QUI ABITAVA FORTUNATA PERUGIA NATA 1881 ARRESTATA 2.2.1944 DEPORTATA AUSCHWITZ ASSASSINATA 23.5.1944                                                                    | Fortunata Perugia (Roma, 12 dicembre 1881 - Auschwitz, 23 maggio 1945), figlia di Emanuele e Sole Caviglia, coniugata con Italo Volterra. Arrestata a Roma, deportata a Auschwitz. Non sopravvive alla Shoah, |
| 21 gennaio 2022   | Via Giovanni M. Percoto, 7 41°51′56.6″N 12°29′31.98″E      |                   | QUI ABITAVA ENRICO MANCINI NATO 1896 ARRESTATO 7.3.1944 ASSASSINATO 24.3.1944 FOSSE ARDEATINE                                                                           | Enrico Mancini (Ronciglione, 12 ottobre 1896 - Eccidio delle Fosse Ardeatine, 24 marzo 1944), figlio di Francesco e Rosa Pizzuti, Croce al merito di guerra nella Grande Guerra, commerciante, arrestato quale esponente del CLN è carcerato a Regina Coeli. Tra le vittime dell'Eccidio delle Fosse Ardeatine. |
| 21 gennaio 2022   | Via Roberto de Nobili lotto 31 41°51′52.05″N 12°29′28.74″E |                   | QUI ABITAVA EMMA DI PORTO NATA 1889 ARRESTATA 9.5.1944 DEPORTATA AUSCHWITZ ASSASSINATA 30.6.1944                                                                        | Emma Di Porto (Roma, 25 marzo 1889 - Auschwitz, 24 marzo 1944), figlia di Angelo e Consola Di Segni, coniugata con Sabato Mosè Pavoncell. All'arresto a Roma maggio '44, segue Fossoli, quindi la deportazione nel Reich con destinazione Auschwitz dove muore il 30 giugno 1944. |
| 21 gennaio 2022   | Via Antonio Rubino, 5 41°51′40.89″N 12°29′29.14″E          |                   | QUI ABITAVA GIUSEPPE CINELLI NATO 1902 ARRESTATO 22.3.1944 ASSASSINATO 24.3.1944 FOSSE ARDEATINE                                                                        | Giuseppe Cinelli (Roma, 17 gennaio 1902 - Eccidio delle Fosse Ardeatine, 24 marzo 1944), figlio di Domenico e Prudenza Vannucci, fratello di Francesco Cinelli, impiegato, militante comunista, antifascista. Condivide col fratello il tragico destino: arrestato dalle SS portato al carcere di Via Tasso 15. Tra le vittime dell'Eccidio delle Fosse Ardeatine. |
| 21 gennaio 2022   | Via Antonio Rubino, 5 41°51′40.89″N 12°29′29.14″E          |                   | QUI ABITAVA FRANCESCO CINELLI NATO 1899 ARRESTATO 22.3.1944 ASSASSINATO 24.3.1944 FOSSE ARDEATINE                                                                       | Francesco Cinelli (Roma, 26 febbraio 1899 - Eccidio delle Fosse Ardeatine, 24 marzo 1944), figlio di Domenico e Prudenza Vannucci, fratello di Giuseppe Cinelli, combattente della Grande Guerra, impiegato, militante comunista, antifascista. Condivide col fratello il tragico destino: arrestato dalle SS portato al carcere di Via Tasso 15. Tra le vittime dell'Eccidio delle Fosse Ardeatine. |
| 9 gennaio 2024    | Via Guglielmo Massaia, 24 41°51′44.85″N 12°29′34.87″E      |                   | QUI ABITAVA LIBERO DE ANGELIS NATO 1922 ASSASSINATO 4.6.1944 ECCIDIO DE LA STORTA                                                                                       | Libero De Angelis (???, 1922 - Eccidio de La Storta, 4 giugno 1944), meccanico, socialista, partigiano delle Brigate Matteotti arrestato il 3 aprile 1944 a seguito di delazione. Tradotto al carcere di Via Tasso 15, quindi Regina Coeli e nuovamente Via Tasso 15, da dove sarà prelevato, insieme ad altri compagni di lotta e sventura, dai tedeschi, in precipitosa fuga per l'imminente arrivo degli alleati per subire poi la fucilazione nell'Eccidio de La Storta, 4 giugno 1944. Insignito della Medaglia d'argento al valor militare.                         |
| 9 gennaio 2024    | Via Guglielmo Massaia, 65 41°51′37.71″N 12°29′40.41″E      |                   | QUI ABITAVA GIUSEPPE FELICI NATO 1923 ARRESTATO 7.4.1944 ASSASSINATO 9.4.1944 FOSSE REATINE                                                                             | Giuseppe Felici (Roma, 6 gennaio 1923 - Eccidio delle Fosse Reatine, 9 aprile 1944), studente di ingegneria, arruolato nella Regia Aeronautica, nei giorni immediatamente successivi all'armistizio dell'8 settembre 1943 partecipa alla battaglia per la difesa della città a Porta San Paolo. Si unisce alla prime bande partigiane operanti in Sabina distinguendosi per ardimento e coraggio. Catturato dai nazifascisti nel corso del rastrellamento sul monte Tancia è fucilato nell'Eccidio delle Fosse Reatine. Insignito della Medaglia d'oro al valor militare. |
| 14 gennaio 2025   | Via P. Matteucci, 7 41°52′19.72″N 12°28′49.51″E            |                   | QUI ABITAVA SALVATORE PETRONARI NATO 1904 ARRESTATO 16.11.1943 ASSASSINATO 20.1.1944 FORTE BRAVETTA                                                                     | Salvatore Petronari (Roma, 4 febbraio 1904 - Forte Bravetta, 20 gennaio 1944), partigiano, figlio di Davide e Angela Martelli. Anarchico, attivista del PCd'I dal 1922, più volte segnalato e arrestato per intemperanze antifasciste. Confinato alle Isole Tremiti per due anni dal 1937. Arrestato su delazione dalle SS il 16 novembre 1943. È tra i martiri fucilati al Forte Bravetta il 20 gennaio 1944. |
| 14 gennaio 2025   | Via G. De Jacopis, lotto 24 41°51′40.61″N 12°29′27.94″E    |                   | QUI ABITAVA PACIFICO FUNARO NATO 1888 ARRESTATO 23.3.1944 ASSASSINATO 24.3.1944 FOSSE ARDEATINE                                                                         | Pacifico Funaro (Roma, 13 maggio 1888 - Eccidio delle Fosse Ardeatine, 20 marzo 1944), autista, figlio di Sabatino e Marietta [Maria] Spizzichino, coniugato con Adele Sciunnach. Tra le vittime dell'Eccidio delle Fosse Ardeatine, del 20 marzo 1944. |
| 14 gennaio 2025   | Via F. Carletti, 8 41°52′24.97″N 12°28′52.31″E             |                   | QUI ABITAVA FIORINA SPIZZICHINO NATA 1878 ARRESTATA 16.10.1943 DEPORTATA AUSCHHWITZ ASSASSINATA 23.10.1943                                                              | Fiorina Spizzichino (Roma, 18 aprile 1878 - Auschwitz, 23 ottobre 1943), figlia di Giacomo Spizzichino e Fortunata Anticoli , coniugata con Pacifico Anticoli, nonna della piccola Fiorella Anticoli. Arrestata nel corso del rastrellamento del ghetto il 16 ottobre 1943 insieme alla nipote, deportate entrambe ad Auschwitz, assassinate al loro arrivo al campo il 23 ottobre 1943. |
| 12 febbraio 2025  | Via F. Carletti, 8 41°52′24.97″N 12°28′52.31″E             |                   | QUI ABITAVA FIORELLA ANTICOLI NATO 1941 ARRESTATA 16.10.1943 DEPORTATA AUSCHHWITZ ASSASSINATA 23.10.1943                                                                | Fiorella Anticoli (Roma, 19 luglio 1941 - Auschwitz, 23 ottobre 1943), figlia di Leone e Letizia Di Segni, nipote di Fiorina Spizzichino, con la quale è arrestata nel corso del rastrellamento del ghetto il 16 ottobre 1943. Entrambe deportate a Auschwitz e assassinate al loro arrivo al cmapo: 23 ottobre 1943. |

### Municipio X
| Pietra d'inciampo | Pietra d'inciampo                                    | Pietra d'inciampo | Pietra d'inciampo                                                                            | Note biografiche |
| Data di posa      | Luogo di posa                                        | Stolpersteine     | Incisione                                                                                    | Note biografiche |
| ----------------- | ---------------------------------------------------- | ----------------- | -------------------------------------------------------------------------------------------- | --- |
| 9 gennaio 2024    | Via G.Ferrari, 46 Acilia 41°54′55.11″N 12°27′50.64″E |                   | QUI ABITAVA LIDO DURANTI NATO 1919 ARRESTATO 27.2.1944 ASSASSINATO 24.3.1944 FOSSE ARDEATINE | Lido Duranti (Orentano, 07 aprile 1919 - Fosse Ardeatine, 24 marzo 1944), antifascista, partigiano, emigra a Roma nel 1936 con la famiglia e intraprende l'attività di pasticciere. Attivo nella Resistenza sarà comandante partigiano della "Banda di Acilia". Arrestato in seguito a probabile delazione, è tra le vittime dell'Eccidio delle Fosse Ardeatine. La Pietra è tardivo riconoscimento ad un uomo per tempo ritenuto incarcerato per aver commesso dei furti. La ricerca storica ricostruisce verità restituendogli l'onore. |

### Municipio XII
Il municipio XII accoglie ufficialmente 26 Pietre d'Inciampo. 
| Pietra d'inciampo | Pietra d'inciampo                                    | Pietra d'inciampo | Pietra d'inciampo                                                                                             | Note biografiche |
| Data di posa      | Luogo di posa                                        | Stolpersteine     | Incisione | Note biografiche |
| ----------------- | ---------------------------------------------------- | ----------------- | --- | --- |
| 28 gennaio 2010   | Piazza Rosolino Pilo, 17 41°52′54.29″N 12°27′37.97″E |                   | QUI ABITAVA LEONE DAVID TERRACINA NATO 1860 ARRESTATO 7.4.1944 DEPORTATO AUSCHWITZ ASSASSINATO 23.5.1944      | Leone David Terracina |
| 28 gennaio 2010   | Piazza Rosolino Pilo, 17 41°52′54.29″N 12°27′37.97″E |                   | QUI ABITAVA GIOVANNI TERRACINA NATO 1888 ARRESTATO 7.4.1944 DEPORTATO AUSCHWITZ ASSASSINATO 23.5.1944         | Giovanni Terracina |
| 28 gennaio 2010   | Piazza Rosolino Pilo, 17 41°52′54.29″N 12°27′37.97″E |                   | QUI ABITAVA LIDIA ASCOLI TERRACINA NATA 1887 ARRESTATA 7.4.1944 DEPORTATA AUSCHWITZ ASSASSINATA 23.5.1944     | Lidia Ascoli Terracina |
| 28 gennaio 2010   | Piazza Rosolino Pilo, 17 41°52′54.29″N 12°27′37.97″E |                   | QUI ABITAVA ANNA TERRACINA NATA 1921 ARRESTATA 7.4.1944 DEPORTATA AUSCHWITZ MORTA A BERGEN-BELSEN             | Anna Terracina |
| 28 gennaio 2010   | Piazza Rosolino Pilo, 17 41°52′54.29″N 12°27′37.97″E |                   | QUI ABITAVA LEO TERRACINA NATO 1923 ARRESTATO 7.4.1944 DEPORTATO AMORTO IN LUOGO IGNOTO IN DATA IGNOTA        | Leo Terracina |
| 28 gennaio 2010   | Piazza Rosolino Pilo, 17 41°52′54.29″N 12°27′37.97″E |                   | QUI ABITAVA CESARE TERRACINA NATO 1924 ARRESTATO 7.4.1944 DEPORTATO AUSCHWITZ MORTO A KZ NATZWEILER 5.12.1944 | Cesare Terracina |
| 28 gennaio 2010   | Piazza Rosolino Pilo, 17 41°52′54.29″N 12°27′37.97″E |                   | QUI ABITAVA GIOVANNI TERRACINA NATO 1895 ARRESTATO 7.4.1944 DEPORTATO AUSCHWITZ ASSASSINATO 26.10.1944        | Amedeo Terracina |
| 10 gennaio 2012   | Piazza Ippolito Nievo, 5 41°52′52.95″N 12°28′01.92″E |                   | QUI ABITAVA DARIO DI CORI NATO 1905 ARRESTATO 11.5.1944 DEPORTATO AUSCHWITZ ASSASSINATO 18.10.1944            | Dario Di Cori |
| 11 gennaio 2017   | Viale Trastevere, 114 41°52′58.43″N 12°28′06.93″E    |                   | QUI ABITAVA SALVATORE FIORENTINO NATO 1902 ARRESTATO 16.10.1943 DEPORTATO AUSCHWITZ ASSASSINATO               | Salvatore Fiorentino |
| 11 gennaio 2017   | Viale Trastevere, 114 41°52′58.43″N 12°28′06.93″E    |                   | QUI ABITAVA COLOMBA DI SEGNI NATA 1902 ARRESTATA 16.10.1943 DEPORTATA AUSCHWITZ ASSASSINATA                   | Colomba Di Segni |
| 11 gennaio 2017   | Viale Trastevere, 114 41°52′58.43″N 12°28′06.93″E    |                   | QUI ABITAVA LEONE FIORENTINO NATO 1924 ARRESTATO 16.10.1943 DEPORTATO AUSCHWITZ ASSASSINATO                   | Leone Fiorentino |
| 11 gennaio 2017   | Viale Trastevere, 114 41°52′58.43″N 12°28′06.93″E    |                   | QUI ABITAVA FORTUNATA FIORENTINO NATA 1928 ARRESTATA 16.10.1943 DEPORTATA AUSCHWITZ ASSASSINATA               | Fortunata Fiorentino |
| 11 gennaio 2017   | Viale Trastevere, 114 41°52′58.43″N 12°28′06.93″E    |                   | QUI ABITAVA LELLO FIORENTINO NATO 1929 ARRESTATO 16.10.1943 DEPORTATO AUSCHWITZ ASSASSINATO                   | Lello Fiorentino |
| 15 gennaio 2019   | Piazza Ippolito Nievo, 5 41°52′52.95″N 12°28′01.92″E |                   | QUI ABITAVA MARIO MOSE' TOSCANO NATO 1877 ARRESTATO 16.10.1943 DEPORTATO AUSCHWITZ ASSASSINATO 23.10.1943     | Mario Mose' Toscano |
| 15 gennaio 2019   | Piazza Ippolito Nievo, 5 41°52′52.95″N 12°28′01.92″E |                   | QUI ABITAVA GEMMA DI LAUDADIO NATA 1879 ARRESTATA 16.10.1943 DEPORTATA AUSCHWITZ ASSASSINATA 23.10.1943       | Gemma Di Laudadio |
| 15 gennaio 2019   | Piazza Ippolito Nievo, 5 41°52′52.95″N 12°28′01.92″E |                   | QUI ABITAVA ELISA TOSCANO NATA 1916 ARRESTATA 16.10.1943 DEPORTATA AUSCHWITZ                                  | Elisa Toscano |
| 15 gennaio 2019   | Piazza Ippolito Nievo, 5 41°52′52.95″N 12°28′01.92″E |                   | QUI ABITAVA REBECCA TOSCANO NATA 1865 ARRESTATA 16.10.1943 DEPORTATA AUSCHWITZ ASSASSINATA 23.10.1943         | Rebecca Toscano |
| 15 gennaio 2019   | Piazza Ippolito Nievo, 5 41°52′52.95″N 12°28′01.92″E |                   | QUI ABITAVA ROSA TOSCANO NATA 1880 ARRESTATA 16.10.1943 DEPORTATA AUSCHWITZ ASSASSINATA 23.10.1943            | Rosa Toscano |
| 10 gennaio 2023   | Viale Trastevere, 240 41°52′34.39″N 12°27′55.54″E    |                   | QUI ABITAVA COSTANZA CITONI NATA 1897 ARRESTATA 16.10.1943 DEPORTATA AUSCHWITZ ASSASSINATA                    | Costanza Citoni (Roma, 13 febbraio 1897 - ???, ???), figlia di Prospero e Debora Sermoneta, moglie di Angelo Sabatello, madre di Umberto e Franco; dopo l'arresto con tutta la sua famiglia avvenuto a Roma nel corso del rastrellamento del ghetto, 16 ottobre 1943, segue la deportazione nel Reich con destino Auschwitz. Non sopravvive alla Shoah, |
| 10 gennaio 2023   | Viale Trastevere, 240 41°52′34.39″N 12°27′55.54″E    |                   | QUI ABITAVA ANGELO SABATELLO NATO 1893 ARRESTATO 16.10.1943 DEPORTATO AUSCHWITZ ASSASSINATO VARSAVIA          | Angelo Sabatello (Roma, 8 febbraio 1893 - ???, ???), figlio di Stella Sonnino, marito di Costanza Citoni, padre di Carlo, Umberto, Franco. Arrestato con la famiglia il 16 ottobre 1943 a Roma nel corso del rastrellamento del ghetto, è deportato, unitamente ai familiari, ad Auschwitz. Non sopravvive alla Shoah. |
| 10 gennaio 2023   | Viale Trastevere, 240 41°52′34.39″N 12°27′55.54″E    |                   | QUI ABITAVA CARLO SABATELLO NATO 1927 ARRESTATO 16.10.1943 DEPORTATO AUSCHWITZ ASSASSINATO                    | Carlo Sabatello (Roma, 23 maggio 1927 - ???, ???), figlio di Angelo e Costanza Citoni, segue il destino tragico della sua famiglia, nei tempi e nelle modalità. Non sopravvive alla Shoah, |
| 10 gennaio 2023   | Viale Trastevere, 240 41°52′34.39″N 12°27′55.54″E    |                   | QUI ABITAVA UMBERTO SABATELLO NATO 1927 ARRESTATO 16.10.1943 DEPORTATO AUSCHWITZ ASSASSINATO                  | Umberto Sabatello (Roma, 21 marzo 1927 - ???, 28 febbraio 1945), figlio di Angelo e Costanza Citoni, segue il destino tragico della sua famiglia, nei tempi e nelle modalità. Non sopravvive alla Shoah, |
| 10 gennaio 2023   | Viale Trastevere, 240 41°52′34.39″N 12°27′55.54″E    |                   | QUI ABITAVA FRANCO SABATELLO NATO 1930 ARRESTATO 16.10.1943 DEPORTATO AUSCHWITZ ASSASSINATO                   | Franco Sabatello (Roma, 12 febbraio 1930 - ???, ???), figlio di Angelo e Costanza Citoni, segue il destino tragico della sua famiglia, nei tempi e nelle modalità. Non sopravvive alla Shoah, |
| 10 gennaio 2023   | viale Trastevere, 246 41°52′32.88″N 12°27′55.77″E    |                   | QUI ABITAVA SERGIO MIELI NATO 1925 ARRESTATO 16.10.1943 DEPORTATO AUSCHWITZ ASSASSINATO 23.10.1943            | Sergio Mieli (Roma, 21 marzo 1925 - ???, 23 ottobre 1943), figlio di Cesare e Emma Sabatello, fratello di Umberto Mieli, arrestato a Roma nel corso del rastrellamento del ghetto, 16 ottobre 1943, col fratello è deportato a Auschwitz. Non sopravvive alla Shoah, |
| 10 gennaio 2023   | viale Trastevere, 246 41°52′32.88″N 12°27′55.77″E    |                   | QUI ABITAVA UMBERTO MIELI NATO 1926 ARRESTATO 16.10.1943 DEPORTATO AUSCHWITZ ASSASSINATO 23.10.1943           | Umberto Mieli (Roma, 18 settembre 1926 - ???, 23 ottobre 1943), figlio di Cesare e Emma Sabatello, fratello di Sergio Mieli, arrestato a Roma nel corso del rastrellamento del ghetto, 16 ottobre 1943, col fratello è deportato a Auschwitz. Non sopravvive alla Shoah, |
| 14 gennaio 2025   | Piazza Donna Olimpia, 5 41°52′38.8″N 12°27′07.69″E   |                   | QUI ABITAVA OTTAVIO CIRULLI NATO 1906 ARRESTATO 9.12.1943 ASSASSINATO 2.2.1944 FORTE BRAVETTA                 | Ottavio Cirulli (Cerignola, 2 ottobre 1906 - Forte Bravetta, 2 febbraio 1944), partigiano, calzolaio, padre di cinque figli. Di fede "cattolico - comunista", per sfuggire al confino emigra in Unione Sovietica, stabilendosi poi al ritorno in Patria a Roma. Alla caduta del fascismo del 25 luglio 1943, entra nella Resistenza partecipando all'intensa attività di propaganda antifascista. Su delazione è arrestato nel dicembre 1943 e imprigionato nel carcere romano. Condannato a morte dal tribunale tedesco è tra gli 11 partigiani fucilati al Forte Bravetta il 2 febbraio 1944. |

### Municipio XIII
Il municipio XIII accoglie ufficialmente 11 Pietre d'Inciampo. 
| Pietra d'inciampo | Pietra d'inciampo                                      | Pietra d'inciampo | Pietra d'inciampo | Note biografiche |
| Data di posa      | Luogo di posa                                          | Stolpersteine     | Incisione | Note biografiche |
| ----------------- | ------------------------------------------------------ | ----------------- | --- | --- |
| 9 gennaio 2012    | Via dell’Argilla, 15 41°53′44.39″N 12°26′58.05″E       |                   | QUI ABITAVA TEOFRASTO TURCHETTI NATO 1921 ARRESTATO COME MILITARE 22.9.1943 DEPORTATO DACHAU SACHSENHAUSEN BUCHENWALD MORTO IN LUOGO IGNOTO IN DATA IGNOTA | Teofrasto Turchetti |
| 15 gennaio 2013   | Via Nicolo' III, 8 41°53′51.36″N 12°27′15.23″E         |                   | QUI ABITAVA GALLIANO TABARINI NATO 1896 ARRESTATO COME POLITICO 19.12.1943 DEPORTATO MAUTHAUSEN ASSASSINATO 29.11.1944 CASTELLO DI HARTHEIM                | Galliano Tabarini |
| 11 gennaio 2016   | Via della Cava Aurelia, 74 41°53′43.1″N 12°27′00.71″E  |                   | QUI ABITAVA GIULIO SACRIPANTI NATO 1907 ARRESTATO COME POLITICO 28.12.1943 DEPORTATO MAUTHAUSEN ASSASSINATO EBENSEE MAGGIO 1945                            | Giulio Sacripanti |
| 11 gennaio 2017   | Via delle Fornaci, 51 41°53′53.78″N 12°27′23.62″E      |                   | QUI ABITAVA LUIGI GRASSI NATO 1886 ARRESTATO COME POLITICO 18.12.1943 DEPORTATO MAUTHAUSEN MORTO 23.4.1944 EBENSEE                                         | Luigi Grassi |
| 9 gennaio 2018    | Via Nicolo' III, 8 41°53′51.36″N 12°27′15.23″E         |                   | QUI ABITAVA FIORINO PETRUCCI NATO 1909 ARRESTATO 18.12.1943 COME POLITICO DEPORTATO MAUTHAUSEN MORTO 23.4.1944 EBENSEE MAGGIO 1945                         | Fiorino Petrucci |
| 15 gennaio 2019   | Via delle Fornaci, 39 41°53′55.71″N 12°27′23.04″E      |                   | QUI ABITAVA RENATO DE SANTIS NATO 1912 ARRESTATO COME POLITICO 18.12.1943 DEPORTATO MAUTHAUSEN LIBERATO                                                    | Renato De Santis |
| 14 gennaio 2020   | Vicolo Del Vicario, 14 41°53′37.4″N 12°27′23.04″E      |                   | QUI ABITAVA BERNARDINO TROIANI NATO 1890 ARRESTATO COME POLITICO 19.12.1943 DEPORTATO MAUTHAUSEN LIBERATO                                                  | Bernardino Troiani |
| 19 gennaio 2021   | Vicolo del Gelsomino, 50 41°53′40.83″N 12°26′49.8″E    |                   | QUI ABITAVA MARIO CARUCCI NATO 1923 ARRESTATO 5.10.1943 ASSASSINATO 22.12.1943 FORTE BRAVETTA                                                              | Mario Carucci (Roma, 3 maggio 1923 - Forte Bravetta, 22 dicembre 1943), figlio di Nestore e di Maria Ferrozzi, vicino al movimento dei cattolici comunisti. Militare paracadutista, dopo l'armistizio dell'8 settembre 1943, si unisce ai partigiani della "banda di Colle San Marco" operante nell'ascolano. È catturato dai tedeschi a conclusione della furiosa battaglia del 3-5 ottobre 1943, portato nel carcere di Regina Coeli, fucilato Forte Bravetta il 22 dicembre 1943.                                                     |
| 21 gennaio 2022   | Via Lago Terrione, 12 41°53′45.7″N 12°27′13.62″E       |                   | QUI ABITAVA BRUNO RODELLA NATO 1917 ARRESTATO 1.1.1944 ASSASSINATO 24.3.1944 FOSSE ARDEATINE                                                               | Bruno Rodella (Guidizzolo, 1 gennaio 1926 - Eccidio delle Fosse Ardeatine, 23 ottobre 1943), studente, Sottotenente dei Bersaglieri, dopo l'armistizio dell'8 settembre 1943, si avvicina al Partito d'Azione occupandosi della raccolta e trasporto di armi leggere e munizioni, nella distribuzione di materiale di propaganda antifascista. Arrestato dai nazifascisti è portato al carcere di Via Tasso 15. Tra le vittime dell'Eccidio delle Fosse Ardeatine. Una pietra d'inciampo a suo nome è posata anche nel suo paese natale. |
| 10 gennaio 2023   | Viale di Valle Aurelia, 30 41°54′07.51″N 12°26′17.62″E |                   | QUI ABITAVA VITTORIO FANTINI NATO 1918 ARRESTATO 16.3.1944 ASSASSINATO 24.3.1944 FOSSE ARDEATINE                                                           | Vittorio Fantini (Roma, 1º dicembre 1918 - Eccidio delle Fosse Ardeatine, 23 ottobre 1943), figlio di Umberto e Giulia Filippucci. Farmacista, antifascista vicino al movimento dei cattolici comunisti per cui svolge attività propagandistica, tradito da una spia è arrestato accusato di dare ospitalità a prigionieri delle forze alleate. Detenuto a Regina Coeli qundi tra le vittime dell'Eccidio delle Fosse Ardeatine. |
| 10 gennaio 2023   | Via Eugenio IV, 8 41°54′34.49″N 12°25′27.64″E          |                   | QUI ABITAVA FIORINO FIORINI NATO 1880 ARRESTATO 5.2.1944 ASSASSINATO 24.3.1944 FOSSE ARDEATINE                                                             | Fiorino Fiorini (Poggio Nativo, 22 settembre 1880 - Eccidio delle Fosse Ardeatine, 23 ottobre 1943), figlio di Angelo e Ginevra Tiberi, volontario nella Grande Guerra, maestro di musica, antifascista, militante del Partito Comunista d'Italia. Arrestato dalle SS, portato in Via Tasso 15 quindi carcere di Regina Coeli. Tra le vittime dell'Eccidio delle Fosse Ardeatine. |

### Municipio XIV
Il municipio XIV accoglie ufficialmente 7 Pietre d'Inciampo. 
| Pietra d'inciampo | Pietra d'inciampo                                      | Pietra d'inciampo | Pietra d'inciampo | Note biografiche |
| Data di posa      | Luogo di posa                                          | Stolpersteine     | Incisione | Note biografiche |
| ----------------- | ------------------------------------------------------ | ----------------- | --- | --- |
| 13 gennaio 2014   | Via dei Laterizi, 27 41°54′33.32″N 12°26′04.81″E       |                   | QUI ABITAVA ALBERTO DI GIACOMO NATO 1886 ARRESTATO COME POLITICO 19.12.1943 DEPORTATO KZ MAUTHAUSEN ASSASSINATO 15.9.1944 CAMPO DI STERMINIO CASTELLO DI HARTHEIM/LINZ | Alberto Di Giacomo |
| 10 gennaio 2023   | Piazza S. Zaccaria Papa, 1 41°54′59.53″N 12°24′51.34″E |                   | QUI ABITAVA ELVIRA DI NEPI NATA 1896 ARRESTATA 2.2.1944 DEPORTATA AUSCHWITZ ASSASSINATA 23.5.1944                                                                      | Elvira Di Nepi (Roma, 12 giugno 1896 - Auschwitz, 23 maggio 1944), figlia di Mosé e Rosa Mieli, coniugata con Salomone Saul Coen, madre di Alberto, Armando, Grazia e Alvaro. Destino tragico che la vede arrestata, come sarà per tutta la sua famiglia, dai fascisti; dal carcere romano è trasferita al campo di Fossoli a cui fa seguito la deportazione nel Reich con destinazione Auschwitz. Assassinata il giorno stesso dell'arrivo al campo: 23 maggio 1944. |
| 10 gennaio 2023   | Piazza S. Zaccaria Papa, 1 41°54′59.53″N 12°24′51.34″E |                   | QUI ABITAVA SALOMONE SAUL COEN NATO 1897 ARRESTATO 4.5.1944 DEPORTATO AUSCHWITZ MORTO DACHAU                                                                           | Salomone Saul Coen (Roma, 15 aprile 1897 - Dachau, ???), figlio di Giacomo e Rosa Mieli, coniugato con Elvira Di Nepi, padre di Alberto, Armando, Grazia e Alvaro. Arrestato, trasferito a Fossoli, quindi deportato a Auschwitz col convoglio partito il 26 giugno 1944 giungendovi il 30 giugno. Non è sopravvissuto alla Shoah. |
| 10 gennaio 2023   | Piazza S. Zaccaria Papa, 1 41°54′59.53″N 12°24′51.34″E |                   | QUI ABITAVA ALBERTO COEN NATO 1918 ARRESTATO 29.3.1944 DEPORTATO AUSCHWITZ ASSASSINATO BUCHENWALD                                                                      | Alberto Coen (Roma, 04 dicembre 1918 - Buchenwald, 28 febbraio 1945), figlio di Salomone e Elvira Di Nepi, subisce la deportazione nel Reich; con la madre ed i fratelli è sul convoglio partito il 16 maggio 1944 con destino Auschwitz giungendovi il 23 maggio. Muore il 28 febbraio 1945. |
| 10 gennaio 2023   | Piazza S. Zaccaria Papa, 1 41°54′59.53″N 12°24′51.34″E |                   | QUI ABITAVA ARMANDO COEN NATO 1921 ARRESTATO 20.3.1944 DEPORTATO AUSCHWITZ MORTO GROSS-ROSEN                                                                           | Armando Coen (Roma, 14 luglio 1921 - Gross-Rosen, 6 aprile 1945), figlio di Salomone e Elvira Di Nepi. Condivide la tragica vicenda della famiglia: all'arresto segue il trasferimento a Fossoli, quindi la deportazione nel Reich destinato a Auschwitz, non è sopravvissuto alla Shoah. |
| 10 gennaio 2023   | Piazza S. Zaccaria Papa, 1 41°54′59.53″N 12°24′51.34″E |                   | QUI ABITAVA GRAZIELLA COEN NATA 1929 ARRESTATA 2.2.1944 DEPORTATA AUSCHWITZ RAVENSBRÜCK LIBERATA                                                                       | Graziella Coen (Roma, 04 ottobre 1929 - ???, ???), figlia di Salomone Saul e Elvira Di Nepi. Subisce la deportazione come i suoi familiari, ma sopravvive ed è liberata il 1º maggio 1945. |
| 10 gennaio 2023   | Piazza S. Zaccaria Papa, 1 41°54′59.53″N 12°24′51.34″E |                   | QUI ABITAVA ALVARO COEN NATO 1936 ARRESTATO 2.2.1944 DEPORTATO AUSCHWITZ ASSASSINATO 23.5.1944                                                                         | Alvaro Coen (Roma, 29 aprile 1936 - Auschwitz, 23 maggio 1944), figlio di Salomone Saul e Elvira Di Nepi. Condivide il destino tragico della madre. Assassinato all'arrivo al campo di Auschwitz, il 23 maggio 1944. |

### Municipio XV
| Pietra d'inciampo | Pietra d'inciampo                                     | Pietra d'inciampo | Pietra d'inciampo | Note biografiche                                                    |
| Data di posa      | Luogo di posa                                         | Stolpersteine     | Incisione | Note biografiche                                                    |
| ----------------- | ----------------------------------------------------- | ----------------- | --- | ------------------------------------------------------------------- |
| 13 gennaio 2025   | Piazzale Ponte Milvio, 46 41°56′13.86″N 12°28′00.39″E |                   | QUI FU ARRESTATO GIOVANNI BATTISTA GROSSO NATO 1889 ARRESTATO 22.12.1943 DEPORTATO MAUTHAUSEN ASSASSINATO 14.7.1944 HARTHEIM | Giovanni Grosso (???, 1889 - castello di Hartheim, 14 luglio 1944), |